# Agustín Aranzabal
Para José Agustín Aranzabal Askasibar, también futbolista y padre de este jugador, véase Gaztelu.
Agustín Aranzabal Alkorta (San Sebastián, Guipúzcoa, 15 de marzo de 1973) es un exfutbolista español. Jugaba de lateral izquierdo y su primer equipo fue la Real Sociedad de San Sebastián.

## Biografía
Agustín Aranzabal nació en 1973 en San Sebastián. Es hijo del histórico jugador y capitán de la Real Sociedad de los años 1970, el vergarés José Agustín Aranzábal Askasibar, alias Gaztelu.
Tras jugar primero (igual que su padre) en el Bergara KE, con 13 años Agustín Aranzabal entró a formar parte de las categorías inferiores de la Real Sociedad. 
En 1991 Aranzabal debutó con el San Sebastián CF, equipo filial de la Real Sociedad. Aranzabal jugó como centrocampista durante 3 temporadas en este filial, disputando 90 partidos y marcando 13 goles en la Segunda División B. 
Con 19 años, el 21 de febrero de 1993, debutó con el primer equipo de la Real Sociedad en la Primera división española, ante el Deportivo de la Coruña. Tras jugar unos pocos partidos más en Primera en la temporada 1993-94, Aranzabal paso definitivamente al primer equipo en la temporada 1994-95.
Aranzabal vio retrasada su posición en el campo y reconvertido en lateral izquierdo se convirtió en un habitual de las alineaciones realistas durante una década. Disputó 353 partidos oficiales con la Real Sociedad y marcó 5 goles entre 1993 y 2004. De ellos, 322 partidos y todos los goles fueron en la Primera división española.
Durante esos años los hitos más reseñables fueron el tercer puesto en la temporada 1997-98, con la que la Real Sociedad accedió a la Copa de la UEFA, y el subcampeonato liguero de la temporada 2002-03, que permitió a la Real jugar en la Liga de Campeones de la UEFA. Aranzabal fue un titular habitual en ambos equipos.
Al finalizar la temporada 2003-04, el jugador abandonó la Real Sociedad. A pesar de haber firmado la renovación de su contrato durante esa campaña, el jugador tenía una cláusula de libertad en su contrato que le permitía renunciar a la renovación si así lo deseaba. El jugador aludió en su día a motivos personales y a que había finalizado un ciclo para justificar su marcha. 

### Etapa en el Real Zaragoza (2004-07)
Como agente libre, Aranzabal alcanzó un acuerdo para jugar durante 2 temporadas con el Real Zaragoza, con opción a una tercera.
Finalmente Aranzabal acabaría jugando 3 temporadas con los maños. Su trayectoria con el Zaragoza fue de más a menos. Aunque se perfilaba como posible lateral izquierdo titular del equipo, en su primera temporada sólo jugó 21 partidos en Liga. En el segundo año fue un claro jugador de banquillo, totalizando solo 9 partidos de Liga y en su tercer año estuvo condenado al ostracismo casi total. Se despidió del fútbol profesional en activo en la última jornada de la temporada 2006-07 en el partido Recreativo de Huelva 1 - Real Zaragoza 1, disputando sus únicos minutos de toda la temporada. 
En el Zaragoza Aranzábal ganó el único título de su carrera, la Supercopa de España de 2004, aunque no llegó a jugar ninguno de los dos partidos de este torneo. En las temporadas 2004-05 y 2005-06 bajo la dirección de Víctor Muñoz el equipo estuvo en la mitad de la tabla en Liga, aunque en la temporada 2005-06 alcanzó la final de la Copa del Rey. Aranzábal no llegó a jugar esta final. En la temporada 2006-07, en la que Aranzabal solo jugó el último partido y bajo la dirección de Víctor Fernández el Zaragoza logró clasificarse para la Copa de la UEFA. No fueron por tanto años del todo malos para el Zaragoza, pero el paso de Aranzabal por aquel equipo pasó bastante desapercibido. 
Tras finalizar su contrato con el Real Zaragoza el jugador anuncia su retirada con 34 años de edad cumplidos. Sin embargo, antes de empezar la temporada 2007-08 se anunció su fichaje por el CD Vera de Puerto de la Cruz, un equipo de la Liga Preferente Canaria que se estaba reforzando con antiguas figuras del fútbol. La aventura de Aranzabal en la regional canaria fue bastante corta y el jugador acabó retirándose durante la temporada 2007-08.
En febrero de 2010 Aranzabal jugó como refuerzo con el equipo hongkonés Kitchee en un torneo amistoso con motivo del año nuevo chino.

### Selección nacional
Fue internacional con la Selección de fútbol de España en 28 ocasiones.
Tras ser internacional Sub-21 (9 partidos) y Sub-23, Aranzabal debutó como internacional absoluto el 7 de junio de 1995 en un partido clasificatorio para la Eurocopa de Inglaterra 1996, aunque no llegó a ser convocado para esa cita deportiva. Ese verano, en cambio, sí disputó los Juegos Olímpicos de Atlanta 1996 con la selección sub-23. Con esta alcanzó los cuartos de final y obtuvo así el diploma olímpico. Durante los siguientes años jugó puntualmente con la selección y fue incluido en la convocatoria del Mundial de Fútbol de 1998, aunque no llegó a debutar en dicho campeonato. Con posterioridad fue uno de los jugadores de confianza de Antonio Camacho de cara a la Eurocopa 2000 y jugó como titular en tres de los cuatro partidos que jugó la selección española en aquel torneo. Tras estar fuera de la selección, durante año y medio volvió a jugar en algún partido clasificatorio para la Copa Mundial de Fútbol de 2002 durante la temporada 2001-02 y la Eurocopa 2004, aunque no entró en la convocatoria de ninguno de estos dos eventos. Su último partido como internacional fue el 30 de abril de 2003.
Aranzabal también disputó entre 1995 y 2003 8 partidos amistosos internacionales con la Selección de fútbol de Euskadi.

### Participaciones en Torneos internacionales de selecciones
| Torneo               | Selección | Resultado        |
| -------------------- | --------- | ---------------- |
| Copa Mundial de 1998 | España    | Primera fase     |
| Eurocopa 2000        | España    | Cuartos de final |

## Clubes
| Club                | Categoría                  | Año       | Partidos | Goles |
| ------------------- | -------------------------- | --------- | -------- | ----- |
| Real Sociedad       | Primera División de España | 1992/1993 | 1        | 0     |
| Real Sociedad       | Primera División de España | 1993/1994 | 3        | 0     |
| Real Sociedad       | Primera División de España | 1994/1995 | 33       | 0     |
| Real Sociedad       | Primera División de España | 1995/1996 | 38       | 0     |
| Real Sociedad       | Primera División de España | 1996/1997 | 37       | 1     |
| Real Sociedad       | Primera División de España | 1997/1998 | 19       | 1     |
| Real Sociedad       | Primera División de España | 1998/1999 | 37       | 1     |
| Real Sociedad       | Primera División de España | 1999/2000 | 31       | 1     |
| Real Sociedad       | Primera División de España | 2000/2001 | 30       | 1     |
| Real Sociedad       | Primera División de España | 2001/2002 | 37       | 0     |
| Real Sociedad       | Primera División de España | 2002/2003 | 32       | 0     |
| Real Sociedad       | Primera División de España | 2003/2004 | 24       | 0     |
| Real Zaragoza       | Primera División de España | 2004/2005 | 21       | 0     |
| Real Zaragoza       | Primera División de España | 2005/2006 | 9        | 0     |
| Real Zaragoza       | Primera División de España | 2006/2007 | 1        | 0     |
| Club Deportivo Vera | Regional Preferente        | 2007/2008 | -        | -     |
| Kitchee SC          | Hong Kong                  | 2010      | -        | -     |